# Rossini Vrionides
Rossini Waugh Stewart Vrionides, née le 25 juin 1896 à Tipton (Indiana) et morte le 25 novembre 1943 à New York, est une actrice, compositrice, organiste et violoniste américaine.
Elle s'est produite dans des vaudevilles et sur scène sous le nom de Gypsy Rossini.

## Biographie
Née à Tipton dans l'Indiana, elle est la fille de James et Eva (Overman) Waugh.  
Elle tient le rôle principal dans la pièce Running for Governor au McVickers Theatre de Chicago lorsqu'elle rencontre Cal Stewart. Ils se marient à New York le 6 juillet 1914. 
Rossini Waugh, son frère et sa sœur font des tournées et se produisent dans des vaudevilles avec Stewart. Elle joue le rôle de tante Nancy dans les spectacles populaires d'« Oncle Josh » (personnage de Cal Stewart). Elle joue aussi du violon dans le rôle de Gypsy Rossini, accompagnée de sa sœur Marjorie au piano.
Stewart meurt en 1919. Rossini continue de se produire sur scène et donne des cours d'orgue et de violon. Elle enseigne le violon à la St. Joseph's Academy de Tipton pendant plusieurs années, avant d'épouser le chef d'orchestre Christos Vrionides le 19 avril 1933. 
Vrionides et Rossini ont composé A Cycle of Whitman Poems pour chœur mixte et solistes en 1940, basé sur un texte de Walt Whitman et publié par M. Baron. Les pièces les plus connues du cycle sont Out of the Rolling Ocean the Crowd et Washington's Monument.
Morte à New York en 1943, elle est inhumée à Tipton.